# Medole
Medole – miejscowość i gmina we Włoszech, w regionie Lombardia, w prowincji Mantua.
Według danych na rok 2004 gminę zamieszkiwało 3316 osób, 132,6 os./km².